# Erkundung der Heliopause
Die Erkundung der Heliopause (chinesisch 太陽系邊際探測 / 太阳系边际探测, Pinyin Tàiyángxì Biānjì Tàncè) ist eine vorgeschlagene Mission im Rahmen des Strategischen Plans zur mittel- und langfristigen Entwicklung der Raumfahrt der Nationalen Raumfahrtbehörde Chinas. Dabei soll zunächst die Heliosphäre erforscht werden, insbesondere deren Grenze, die Heliopause. Der primäre Arbeitsbereich der voraussichtlich zwei Sonden erstreckt sich bis 120 Astronomische Einheit von der Sonne entfernt. Danach sollen sie in den interstellaren Raum weiterfliegen. Das Projekt wird in der Planungsphase von Zhang Rongqiao betreut, dem Technischen Direktor des Marsprogramms der Volksrepublik China.

## Geschichte

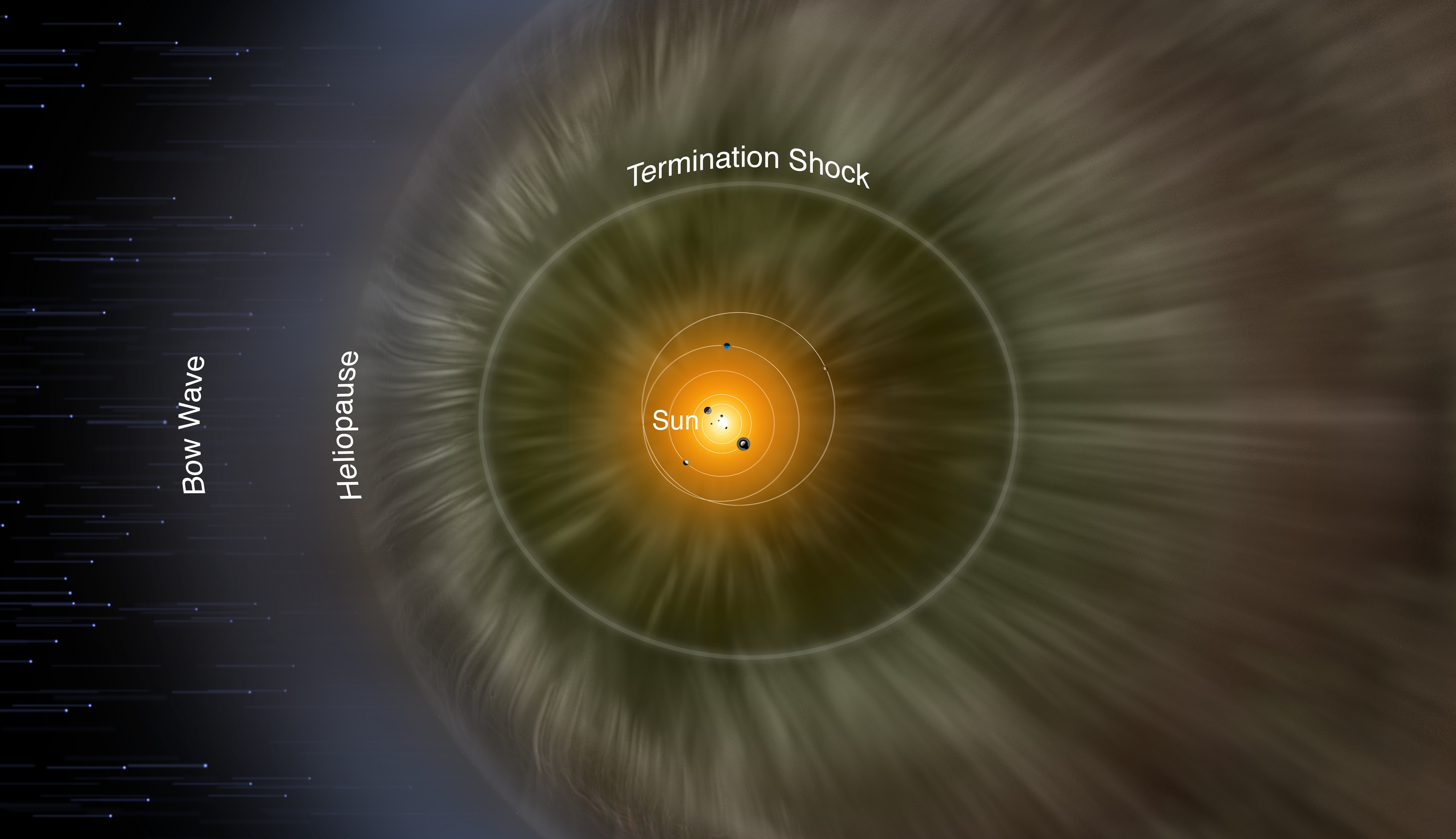
Die Heliosphäre in der bisherigen Annahme.

Die Heliosphäre ist ein weiträumiger Bereich um die Sonne, in dem der Sonnenwind aus elektrisch geladenen Teilchen das interstellare Medium verdrängt und eine Art „Blase“ um die Sonne bildet. Die Grenze dieses Bereichs, der sich bis weit jenseits der Planetenbahnen erstreckt, dort wo der Sonnenwind auf das interstellare Medium trifft, nennt man „Heliopause“. Da sich das Sonnensystem mit einer Geschwindigkeit von 23,2 km/s bzw. 84.000 km/h durch das interstellare Medium bewegt, war die bisherige Annahme, dass sich die Heliosphäre durch den „Fahrtwind“ verformt und eine kometenähnlich Form hat, mit einem Kopf, wo die Grenzlinie zum interstellaren Raum mit 100 AE relativ nah an der Sonne liegt, und einem Schweif, der in die der Fahrtrichtung entgegengesetzte Richtung zeigt. Nach Auswertung der Daten von Voyager 1 und Voyager 2, der Saturnsonde Cassini und des Satelliten IBEX scheint es jedoch so zu sein, dass die Heliosphäre keinen Schweif besitzt, sondern tatsächlich eher kugelförmig ist.
Der Weltraumphysiker Wang Chi, bei den Voyager-Missionen der NASA verantwortlich für die Analyse der Daten des Plasmaspektrometers und die Erarbeitung eines theoretischen Modells der Heliosphäre, hatte sich schon 2003 zusammen mit John D. Richardson vom Massachusetts Institute of Technology mit der Geschwindigkeitsabnahme des Sonnenwinds befasst, wenn er sich dem äußeren Rand der Heliosphäre nähert.
2015 leitete die Nationale Raumfahrtbehörde Chinas Vorplanungen für eine Erkundung der Heliopause mittels Tiefraumsonden ein. Mit dem Projekt betraut waren die Chinesische Akademie für Weltraumtechnologie, die die Sonden planen und bauen würde, das Institut für Weltraumphysik und angewandte Technologie (空间物理与应用技术研究所) an der Fakultät für Erd- und Weltraumwissenschaften (地球与空间科学学院) der Universität Peking und das Nationale Zentrum für Weltraumwissenschaften der Chinesischen Akademie der Wissenschaften, wo Wang Chi mittlerweile Direktor des Nationalen Schwerpunktlabors für Weltraumwetter war. Erstmals öffentlich vorgestellt wurde das Projekt am 2. Mai 2018 auf einer Veranstaltung des Instituts für Weltraumphysik und angewandte Technologie anlässlich des 120-jährigen Bestehens der Universität Peking.
Bereits bei jener Veranstaltung waren ausländische Gäste anwesend, und als die hinter der Erkundung der Heliopause stehenden Wissenschaftler und Ingenieure das Projekt dann im Januar 2019 in der Fachzeitschrift Scientia Sinica im Detail beschrieben, wiesen sie erneut darauf hin, dass man derart anspruchsvolle Missionen am besten in internationaler Zusammenarbeit durchführen sollte.
Im weiteren Verlauf gab es mehrere Arbeitstagungen und Konferenzen, bei denen zwei verschiedene englische Bezeichnungen für das bei der Nationalen Raumfahrtbehörde Chinas immer „Erkundung der Heliopause“ genannte Projekt verwendet wurden: Interstellar Heliosphere Probes oder Interstellar Heliospheric Probes bzw. IHPs
sowie Interstellar Express.
Bei der Erkundung der Heliopause, wie sie damals geplant war, handelte es sich um eine relativ einfache Mission, bei der Sonden durch den Kopf und den Schweif der Heliosphäre und dann weiter in den interstellaren Raum fliegen sowie Aufnahmen von Planeten machen sollten, an denen sie auf dem Weg zur Heliopause vorbeikommen würden. Dies war mit dem Stand der Technik von 2019 machbar. Im Zusammenhang mit der Marsmission Tianwen-1 wurde jedoch das Chinesische Tiefraumnetzwerk ausgebaut, mit einer 70-Meter-Antenne in Wuqing bei Tianjin für den Empfang der Nutzlastdaten und einer Erweiterung der Tiefraumstation Kaschgar, die nun für Bahnverfolgung und Steuerung über ein Array von vier 35-Meter-Antennen verfügte. Damit waren komplizierte Bahnmanöver wie das Einschwenken in den Orbit um einen weit entfernten Planeten möglich. Daraufhin schlugen Wang Chi und Zong Qiugang (宗秋刚, * 1965), der Leiter des Instituts für Weltraumphysik und angewandte Technologie, zusammen mit weiteren Wissenschaftlern im Mai 2020 eine ambitioniertere Mission vor, die sich auf das Jupiter-System konzentrieren sollte, etwas, das am Schwerpunktlabor für Weltraumwetter in groben Zügen bereits seit 2018 diskutiert worden war.
Als die Nationale Raumfahrtbehörde nach dem erfolgreichen Start der Marssonde vom Kosmodrom Wenchang am 23. Juli 2020 eine Liste mit Projekten für die 2021 beginnende zweite Förderrunde für Nationale wissenschaftlich-technische Großprojekte zusammenstellte (ein Fünfzehnjahresplan), kombinierte sie Elemente aus der nach einem Astronomen aus dem 4. Jahrhundert v. Chr. zunächst „Gan De“ genannten Jupitermission mit Elementen aus der Heliopausenmission zu einer Doppelmission, die am 24. April 2022 die Bezeichnung „Tianwen-4“ erhielt.
Die Planungen für die eigentliche Erkundung der Heliopause liefen jedoch weiter. Nachdem Staatspräsident Xi Jinping am 17. Dezember 2020 in seinem Glückwunschtelegramm anlässlich des erfolgreichen Abschlusses der Mondmission Chang’e 5 die Nationale Raumfahrtbehörde dazu aufgefordert hatte, im Geist der Monderkundung nun die interplanetare Erkundung Schritt für Schritt voranzutreiben und in die unendlichen Weiten des Weltalls vorzudringen, wurde dort am 25. Dezember 2020 die Erkundung der Heliopause als offizielles Projekt gestartet. Das Ziel war, wie bereits in der ersten Version von 2019, bis zum 100. Geburtstag der Volksrepublik China im Jahr 2049 mit zwei in entgegengesetzte Richtung fliegenden Sonden eine Entfernung von 100 Astronomischen Einheiten (15 Milliarden Kilometer) von der Sonne zu erreichen, wobei Entfernung und Jubiläum als „Zwei Hunderter“ (两个100) bezeichnet wurden.
Dies wurde am 20. Dezember 2022 von Wu Yansheng (吴燕生, *1963), dem Vorstandsvorsitzenden der China Aerospace Science and Technology Corporation, bestätigt.
Am 10. September 2021 legte die Nationale Stiftung für Naturwissenschaften ein vom 1. Januar 2022 bis zum 31. Dezember 2026, also über fünf Jahre laufendes Förderprogramm für eine erweiterte und insbesondere im Bereich der autonomen Steuerung an den Stand der Technik angepasste Version der Heliopausenmission auf. Mit insgesamt 1,6 Milliarden Yuan (von der Kaufkraft her etwa 1,5 Milliarden Euro) wird nun Grundlagenforschung finanziert, die die Missionsplanung unterstützen soll. Dabei konzentriert man sich auf vier Gebiete, zwei wissenschaftliche und zwei technische:
1. Strukturmerkmale und Entwicklungsgesetzmäßigkeiten des interstellaren Mediums im Bereich um die Heliopause
2. Entwicklung des Sonnensystems und Besonderheiten der Verteilung von Himmelskörpern im äußeren Sonnensystem
3. Wirkungsmechanismen von natürlichen und künstlich hervorgerufenen Änderungen der Flugbahn eines Raumflugkörpers in komplizierten Gravitationsfeldern des Sonnensystems
4. Autonomes Arbeiten von Tiefraumsonden[2]

Ende 2021 wurde das Projekt unter seinem ursprünglichen Namen in den Strategischen Plan zur mittel- und langfristigen Entwicklung der Raumfahrt (航天中长远发展战略规划) aufgenommen.

## Wissenschaftliche Ziele

### Energetisch neutrale Atome und Staub

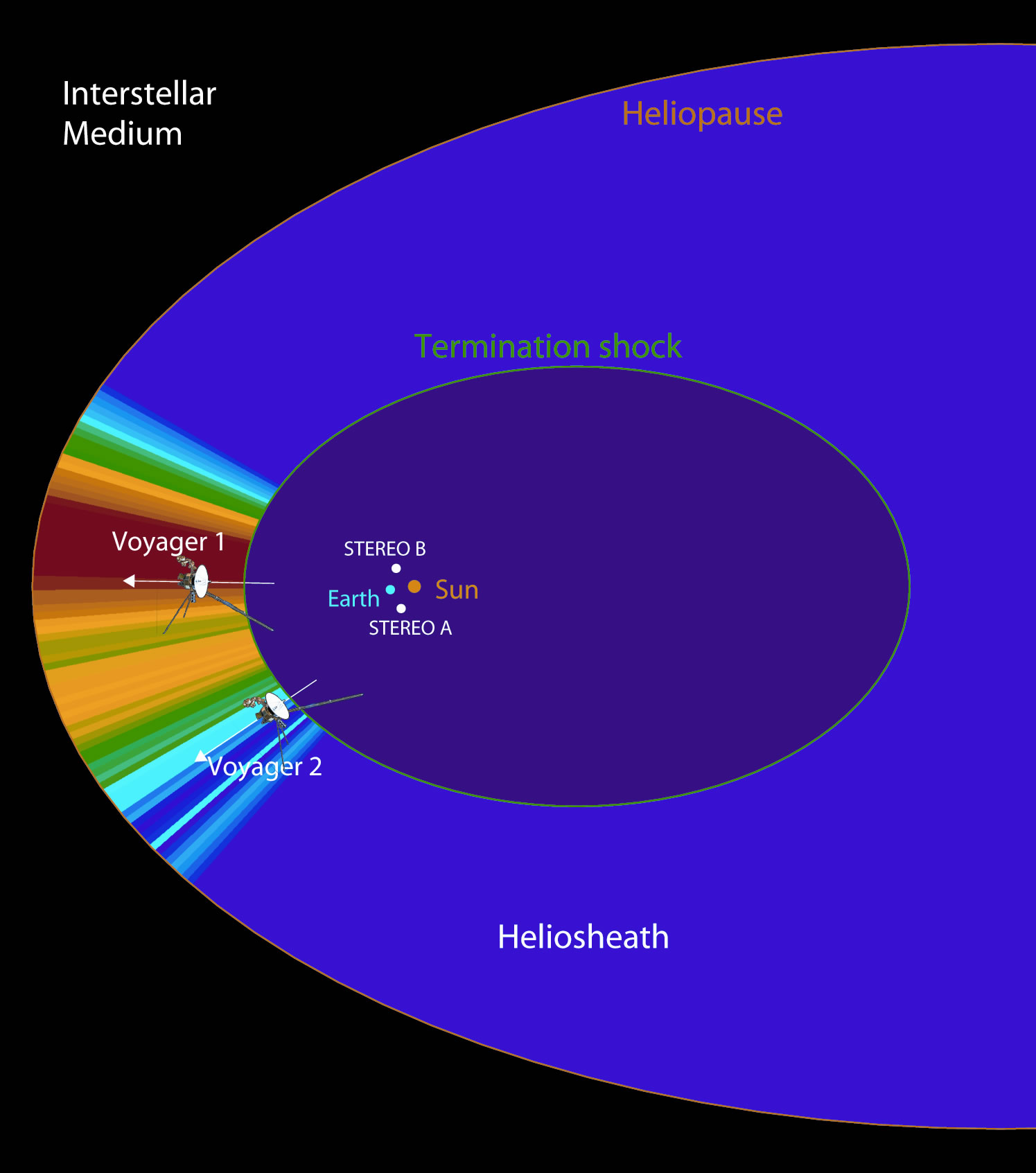
Links das ENA-Gebiet

Die bisherigen Tiefraumsonden der NASA, von Pioneer 10 (1972) bis New Horizons (2006) waren primär für Planetenforschung ausgelegt und sammelten Daten aus der Heliosphäre als Nebenprodukt. Weder von den Messinstrumenten her noch vom Missionsprofil waren sie für diesen Zweck konstruiert. So flogen zum Beispiel Voyager 1, durch den Vorbeiflug am Saturnmond Titan nach Norden abgelenkt, und Voyager 2, durch den Vorbeiflug am Neptun nach Süden abgelenkt, seitlich bzw. ober- und unterhalb der Zone der energetisch neutralen Atome (ENA) vorbei, die in Bewegungsrichtung des Sonnensystems zwischen Randstoßwelle und Heliopause liegt. Die chinesische Mission soll nun so ausgelegt werden, dass eine Sonde ganz gezielt genau durch die „Nasenspitze“ des ENA-Gebiets fliegen würde.
Laut dem derzeitigen Stand der Forschung trifft das Plasma des Sonnenwinds etwa 84 bis 94 AE von der Sonne entfernt auf neutrale Wasserstoffatome aus dem interstellaren Medium, die mit einer Geschwindigkeit von 25 km/s durch die Heliopause in die Heliosphäre eingedrungen sind. Wenn ein derartiges Wasserstoffatom mit einem ultravioletten Photon aus dem Sonnenwind zusammentrifft, verliert es sein Elektron, das von einem ionisierten Atom aus dem Sonnenwind aufgenommen wird. Bei diesem Prozess verlangsamt sich der Sonnenwind von ca. 350 km/s auf 130 km/s. Etwa 70 % seiner Bewegungsenergie werden bei der Ionisation der Wasserstoffatome verbraucht. Durch die Verlangsamung und das Nachströmen von weiterer Materie aus Richtung der Sonne verdichtet sich das Plasma des Sonnenwinds und erhitzt sich von etwa 11.000 K auf 180.000 K. Unterdessen werden die so gebildeten Wasserstoffionen vom Magnetfeld der Sonne nach außen getragen, weswegen sie als Pickup-Ionen, also „aufgesammelte Ionen“ bezeichnet werden. Die Pickup-Ionen kollidieren nach ursprünglicher Annahme immer wieder mit der Randstoßwelle, wobei sie an Energie gewinnen, bis sie schließlich der Randstoßwelle entkommen und in die innere Heliosphäre diffundieren. Diese beschleunigten Ionen bilden dann die sogenannte „anomale kosmische Strahlung“. Die Voyager-Sonden konnten jedoch auch nach Durchquerung der Randstoßwelle und Eindringen in die Heliohülle eine weiter zunehmende Stärke der anomalen kosmischen Strahlung feststellen, bis sie dann jenseits der Heliopause plötzlich verschwand. Dies legt nahe, dass die anomale kosmische Strahlung in Wahrheit in der Heliohülle entsteht, was nun durch weitere Messungen vor Ort bestätigt werden soll.
Durch eine Beobachtung der radialen Verteilung der Pickup-Ionen bzw. der anomalen kosmischen Strahlung innerhalb der Heliosphäre erhofft man sich ein besseres Verständnis der dynamischen Veränderungen des Sonnenwinds. Pioneer 10 flog zwar bereits in die der Fahrtrichtung des Sonnensystems entgegengesetzte Richtung, aber 2003 brach nach 81 AE der Kontakt zur Sonde ab. Daher soll nun eine zweite Heliopausensonde gezielt in diese Richtung fliegen. Mit dieser Methode könnte man die bislang nur auf Modellrechnungen beruhende Annahme eines Helioschweifs bestätigen oder widerlegen. Wenn die neutralen Atome neutral bleiben, können sie zusammen mit den Staubpartikeln des interstellaren Mediums, ohne vom Magnetfeld der Sonne beeinflusst zu werden, in das Innere der Heliosphäre eindringen und sollten dann von der Anziehungskraft der Sonne in einem Schweif gesammelt werden.

### Riesenplaneten und Kuipergürtel

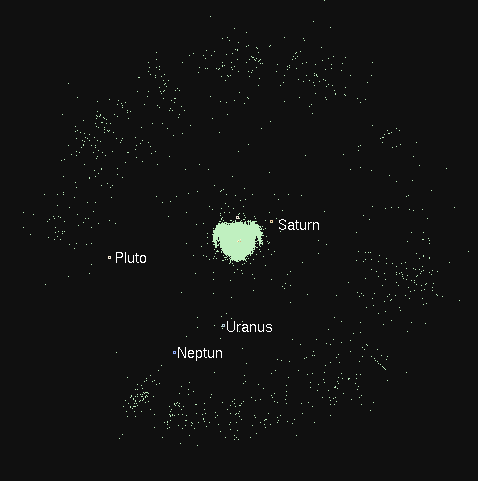
Objekte im Kuipergürtel

Das Primärziel der Mission ist zwar die Heliopause, die Flugbahnen der Sonden sollen jedoch so gelegt werden, dass sie an den vier Riesenplaneten Jupiter, Saturn, Uranus und Neptun vorbeiführen.
Dabei soll im Vorbeiflug deren Atmosphäre, Klima, Bodenbeschaffenheit des Kerns und das Weltraumwetter in der Umgebung erforscht werden. Es sollen für die vier Planeten Modelle der planetarischen Zirkulation über einen längeren Zeitraum erstellt und Möglichkeiten gefunden werden, diese vorherzusagen.
Jenseits der 30 AE von der Sonne entfernten Neptunbahn erstreckt sich mehr oder weniger in der Ekliptikebene der Kuipergürtel. Dort kreisen schätzungsweise mehr als 70.000 Objekte mit mehr als 100 km Durchmesser um die Sonne. Während die Sonden diese etwa 20 AE breite Region durchfliegen, sollen sie nach Möglichkeit einen Zusammenhang zwischen der Evolutionsgeschichte des Sonnensystems und der Verteilung kleiner Himmelskörper im Kuipergürtel finden. Es soll erforscht werden, ob im äußeren Sonnensystem weitere größere Planeten existieren könnten und in welchen Himmelsregionen sie gegebenenfalls auftauchen würden. Dabei sollen die Theorien zur Planetenbildung im äußeren Sonnensystem weiterentwickelt werden.
Etwa 1000 Astronomische Einheiten jenseits der Sonne wird die Oort’sche Wolke vermutet, eine hypothetische, kugelschalenförmige Ansammlung von mehr als 100 Milliarden astronomischen Objekten, von der man annimmt, dass sie der Ursprungsort der langperiodischen Kometen ist. Die Sonden sollen die Entstehungsmechanismen dieser interstellaren Himmelskörper erforschen und sie spektroskopisch untersuchen, um einen Eindruck von ihrer Zusammensetzung zu erhalten.

## Technische Aspekte

### Schwerkraftumlenkung
In der Planungsphase der Mission müssen für den Vorbeiflug an den Riesenplaneten mit ihren Monden, wo die Sonden komplizierte Gravitationsfelder zu durchqueren haben, die dynamischen Eigenschaften dieser stark nichtlinearen Systeme erforscht werden, unter Berücksichtigung der Zeit, die die Sonden bei Verwendung von energetisch günstigen Transferbahnen in diesen Gebieten verbringen. Es soll eine Methode gefunden werden, wie die Effizienz der Mission durch die Kopplung zwischen den Kräfte in diesem komplexen Umfeld und aktiven Bahnmanövern optimiert werden kann. Die Gesetzmäßigkeiten der Fehlerfortpflanzung bei der Kombination von natürlichen und künstlichen Einflüssen auf die Bewegung im Raum-Zeit-Kontinuum müssen erarbeitet werden. Es soll ein möglichst genaues Vorhersage-Modell für den Einfluss nicht bestimmbarer Parameter von Fluglage und Umweltfaktoren auf die Bahn der Sonden erstellt werden, um unter Berücksichtigung der Fehlerfortpflanzung eine zuverlässige Methode für Bahnkorrekturen zu finden.

### Autonomes Arbeiten
Da sich eine Fernsteuerung der Sonden allein durch die langen Signallaufzeiten – bei einer Entfernung von 100 AE etwa 15 Stunden – schwierig gestaltet, sollen diese ein hohes Maß an Autonomie erhalten. Die Sonden sollen lohnende Ziele selbstständig erkennen, einen Weg zu diesen Zielen berechnen sowie die entsprechenden Nutzlasten zum gegebenen Zeitpunkt einschalten, kalibrieren und steuern können. Sie sollen ihre eigenen Systeme ständig überwachen und, wenn sie einen Fehler bemerken, diese neu starten und konfigurieren. Die größte Herausforderung ist hierbei, die Bordcomputer möglichst leicht zu gestalten.

### Antrieb
Das bei der Nationalen Raumfahrtbehörde für die Mission zuständige Labor für Tiefraumerkundung ging im Oktober 2022 davon aus, dass die Sonden über einen seit dem 18. August 2019 am Institut für Sicherheit der Kernenergie der Akademie der Wissenschaften in Entwicklung befindlichen, nuklear-elektrischen Antrieb ähnlich dem amerikanischen Snapshot-Satelliten von 1965 verfügen würden, bei dem ein mit flüssigem Lithium gekühlter schneller Brüter mit einer Leistung im Megawatt-Bereich über Thermoelemente den Strom für Ionentriebwerke erzeugt.
Stand August 2022 liegt die Projektleitung für die Stromversorgung der Sonde, also Reaktor und Thermoelemente, bei den Hefeier Instituten für physikalische Wissenschaften, der übergeordneten Ebene des Instituts für Sicherheit der Kernenergie. Zu jenem Zeitpunkt waren mehr als 40 Firmen und Institutionen an dem Projekt beteiligt, darunter:
- Shanghaier Forschungs- und Konstruktionsinstitut für Nuklearprojekte
- Nordwestchinesisches Forschungsinstitut für Kerntechnik, Xi’an
- Zentrum für Projekte und Technologien zur Nutzung des Weltalls der Chinesischen Akademie der Wissenschaften, Peking
- Chinesische Universität für Wissenschaft und Technik, Hefei
- Fenglin-Kerntechnik-Konsortium (凤麟核集团, Frontier Development of Science, FDS)[32][33]